# Arquata Scrivia
Arquata Scrivia is een gemeente in de Italiaanse provincie Alessandria (regio Piëmont) en telt 5848 inwoners (31-12-2004). De oppervlakte bedraagt 23,4 km², de bevolkingsdichtheid is 250 inwoners per km².
De volgende frazioni maken deel uit van de gemeente: Rigoroso, Varinella, Vocemola.

## Demografie
Arquata Scrivia telt ongeveer 2697 huishoudens. Het aantal inwoners daalde in de periode 1991-2001 met 5,8% volgens cijfers uit de tienjaarlijkse volkstellingen van ISTAT.
| Jaar | Inwoneraantal |
| ---- | ------------- |
| 1991 | 6121          |
| 2001 | 5765          |

## Geografie
De gemeente ligt op ongeveer 248 meter boven zeeniveau.
Arquata Scrivia grenst aan de volgende gemeenten: Gavi, Grondona, Isola del Cantone (GE), Serravalle Scrivia, Vignole Borbera.

## Geboren in Arquata Scrivia
- Mino de Rossi (1931-2022), wielrenner

## Externe link

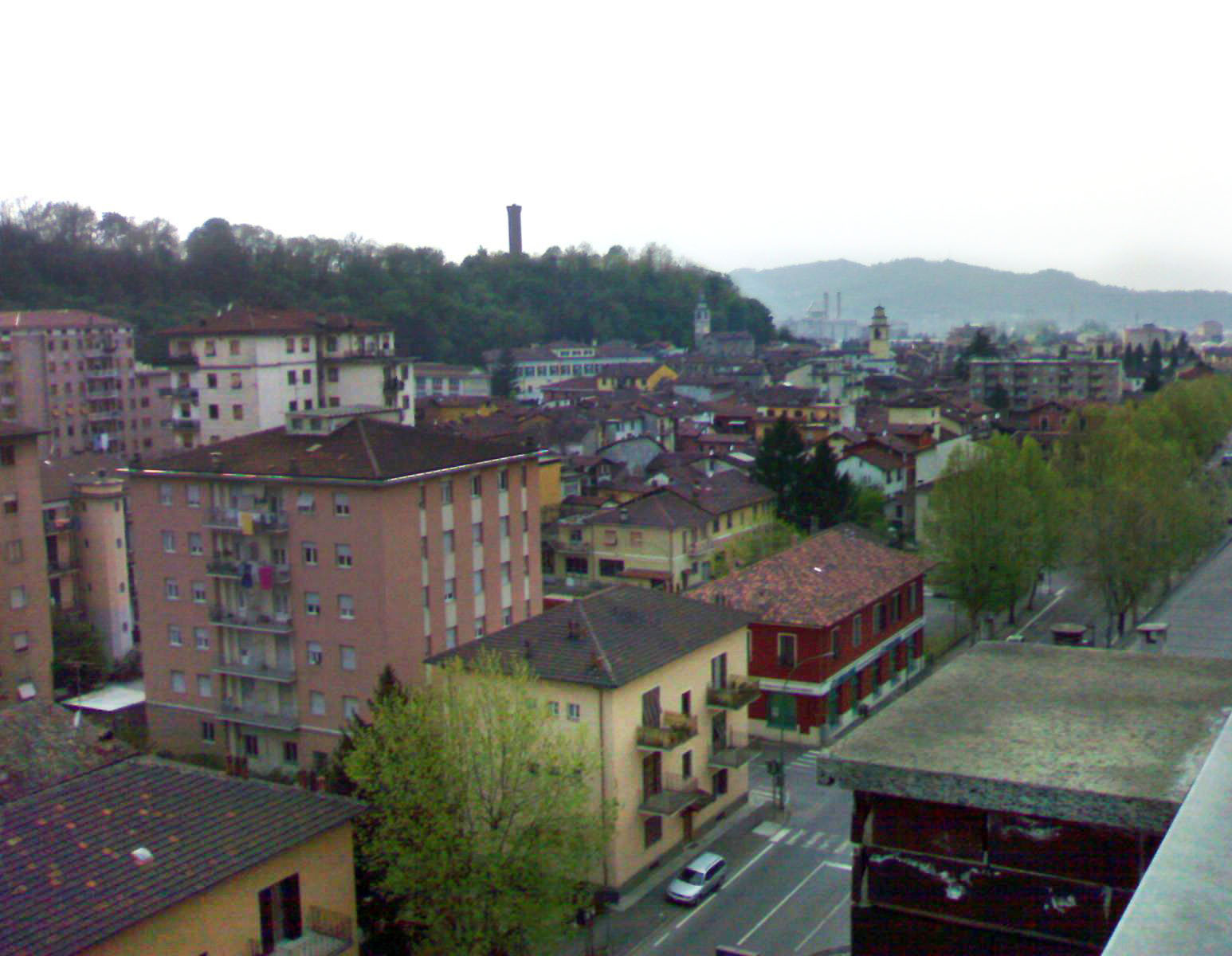
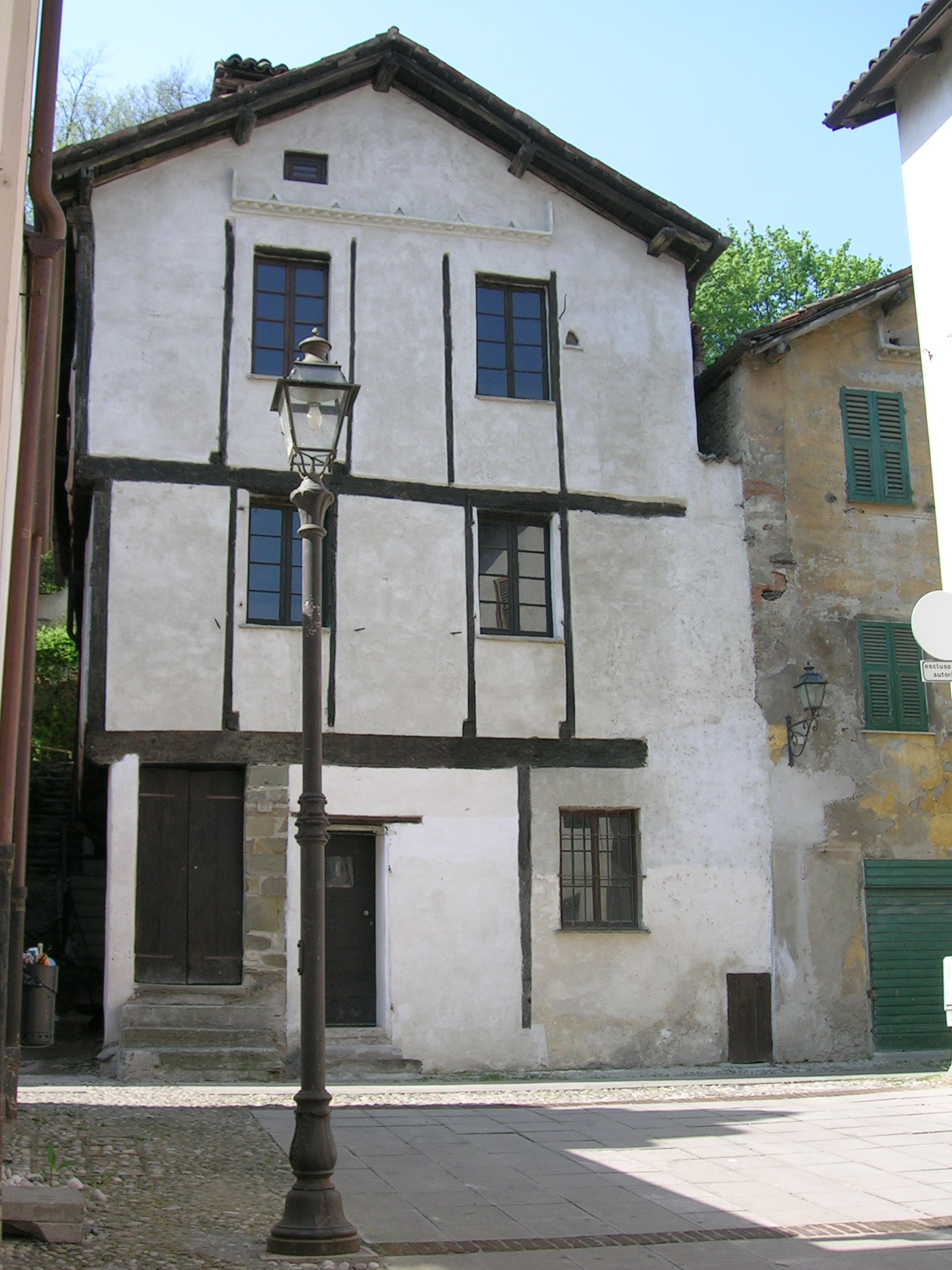
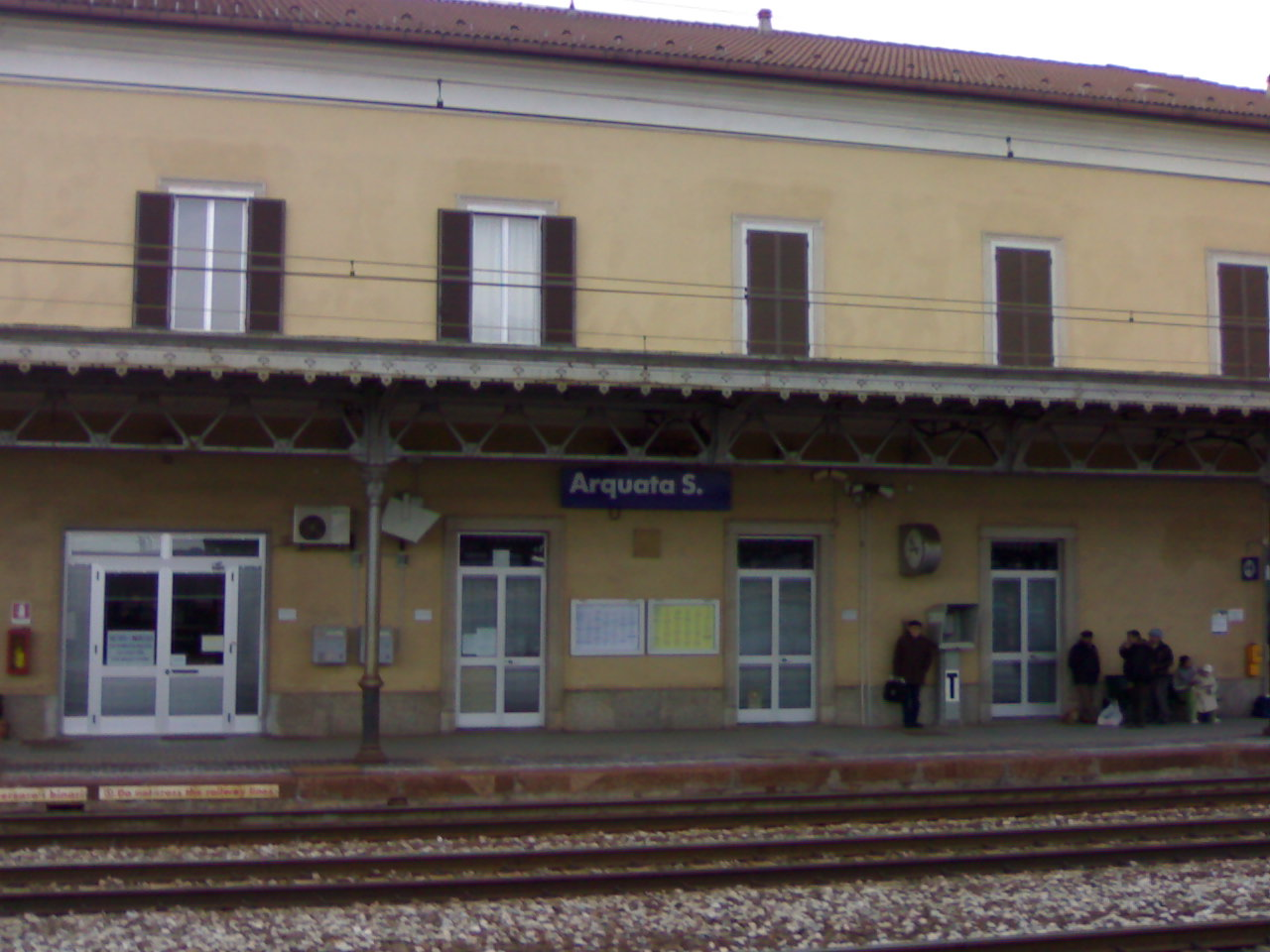
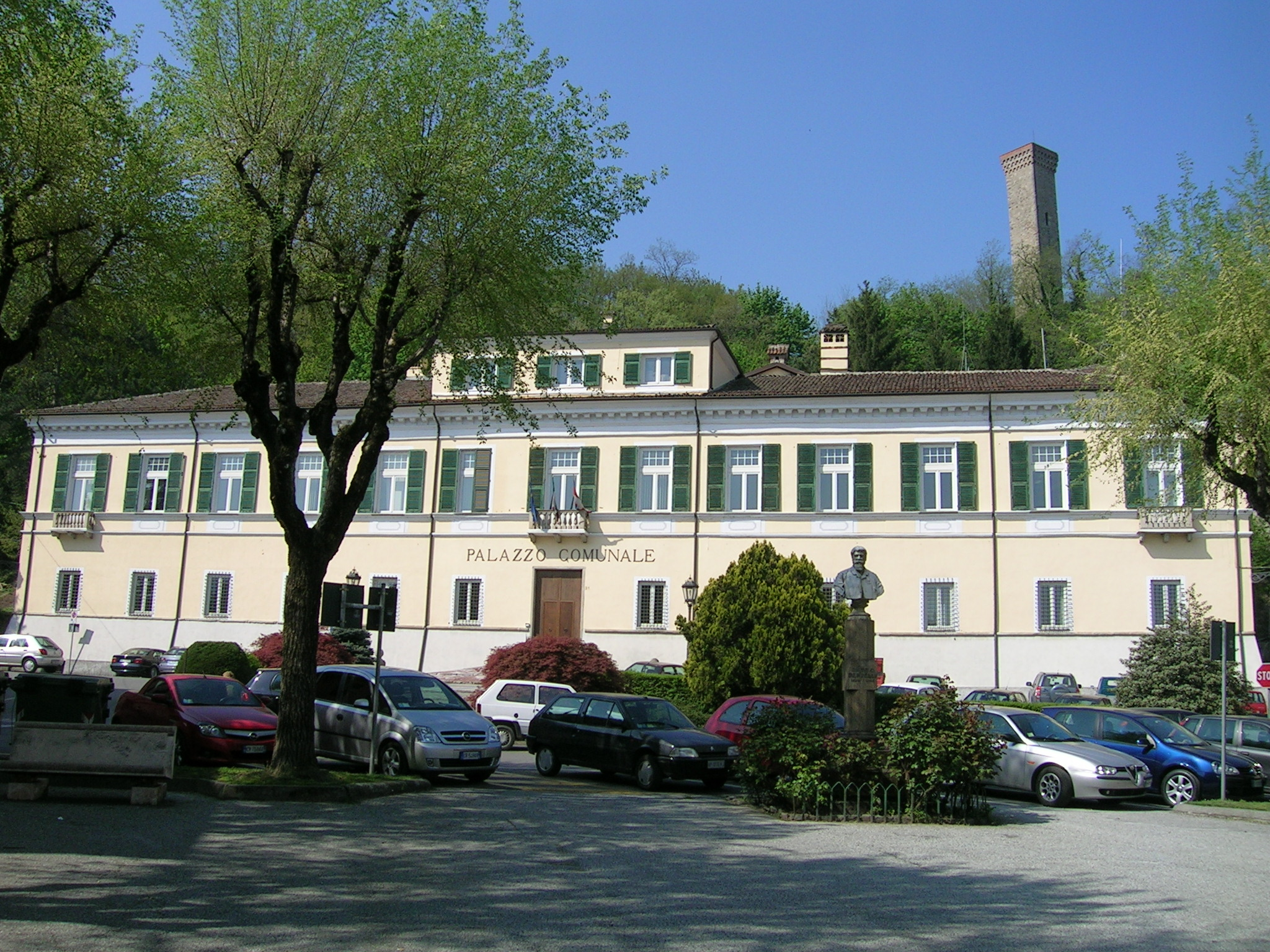